# 紫红花龙胆
紫红花龙胆（学名：Gentiana spathulifolia var. ciliata）为龙胆科龙胆属匙叶龙胆的变种，为中国的特有植物。分布于中国大陆的四川等地，生长于海拔3,500米的地区，一般生于山坡草地，目前尚未由人工引种栽培。